# Cheryl Ladd
Pour les articles homonymes, voir Ladd.
Cheryl Ladd, de son vrai nom Cheryl Stoppelmoor, née le 12 juillet 1951 à Huron, dans le Dakota du Sud, aux États-Unis, est une actrice et chanteuse américaine.

## Biographie

### Enfance
Cheryl Ladd est née le 12 juillet 1951 à Huron, dans le Dakota du Sud, aux États-Unis.

### Premiers pas
Son véritable nom est Cheryl Jean Stoppelmoor.

### Carrière
Son rôle le plus célèbre fut celui de Kris Munroe dans la série Drôles de dames. Elle remplace Farrah Fawcett dès la deuxième saison en 1977 où elle joue le rôle de sa petite sœur. Cheryl Ladd contribue avec succès au redressement de la série mise en péril par le départ de Farrah Fawcett, qui avait laissé des millions de fans déboussolés. À la fin de la cinquième saison, en 1981, la série prend fin. Cheryl Ladd tente sa chance au cinéma, mais c'est surtout la télévision qui fait appel à elle pour de très nombreux téléfilms et séries.
Parmi ses prestations les plus connues figurent la série Waikiki Ouest (avec Richard Burgi), le film Permanent Midnight avec Ben Stiller et Owen Wilson ou les téléfilms Grace Kelly (en) et Dr Jekyll et Mister Hyde aux côtés de Michael Caine. Elle marqua les esprits en interprétant Anne Halloran — une infirmière ayant réellement existé, devenue alcoolique et droguée pour échapper à une réalité trop dure en milieu hospitalier — dans le téléfilm Deadly Care en 1987, sublimé par la bande son de Tangerine Dream.
Puis elle se retire un peu de la comédie pour se consacrer à l'écriture de livres pour la jeunesse avec son mari Brian Russell. Elle publie aussi des guides sur le golf.
Après un court passage dans l'humanitaire, Cheryl Ladd retourne à la télévision dans un épisode de la saison 5 de Charmed, mais surtout entre 2003 et 2008 dans Las Vegas, où elle interprète la femme d'Ed (James Caan).

### Théâtre
Elle s'est également produite à Broadway dans la comédie musicale Annie Get Your Gun.

### Vie privée

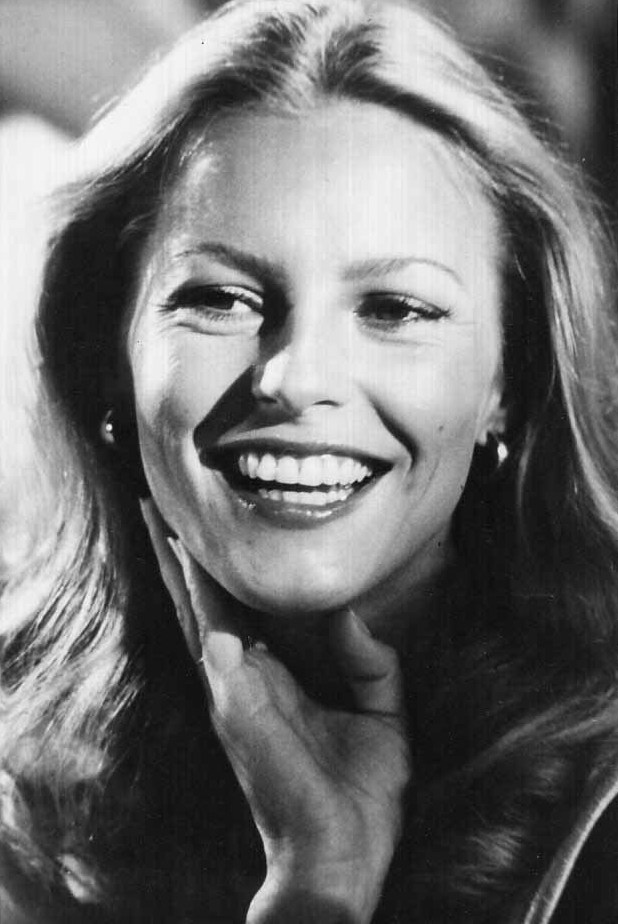
Cheryl Ladd en 1977.

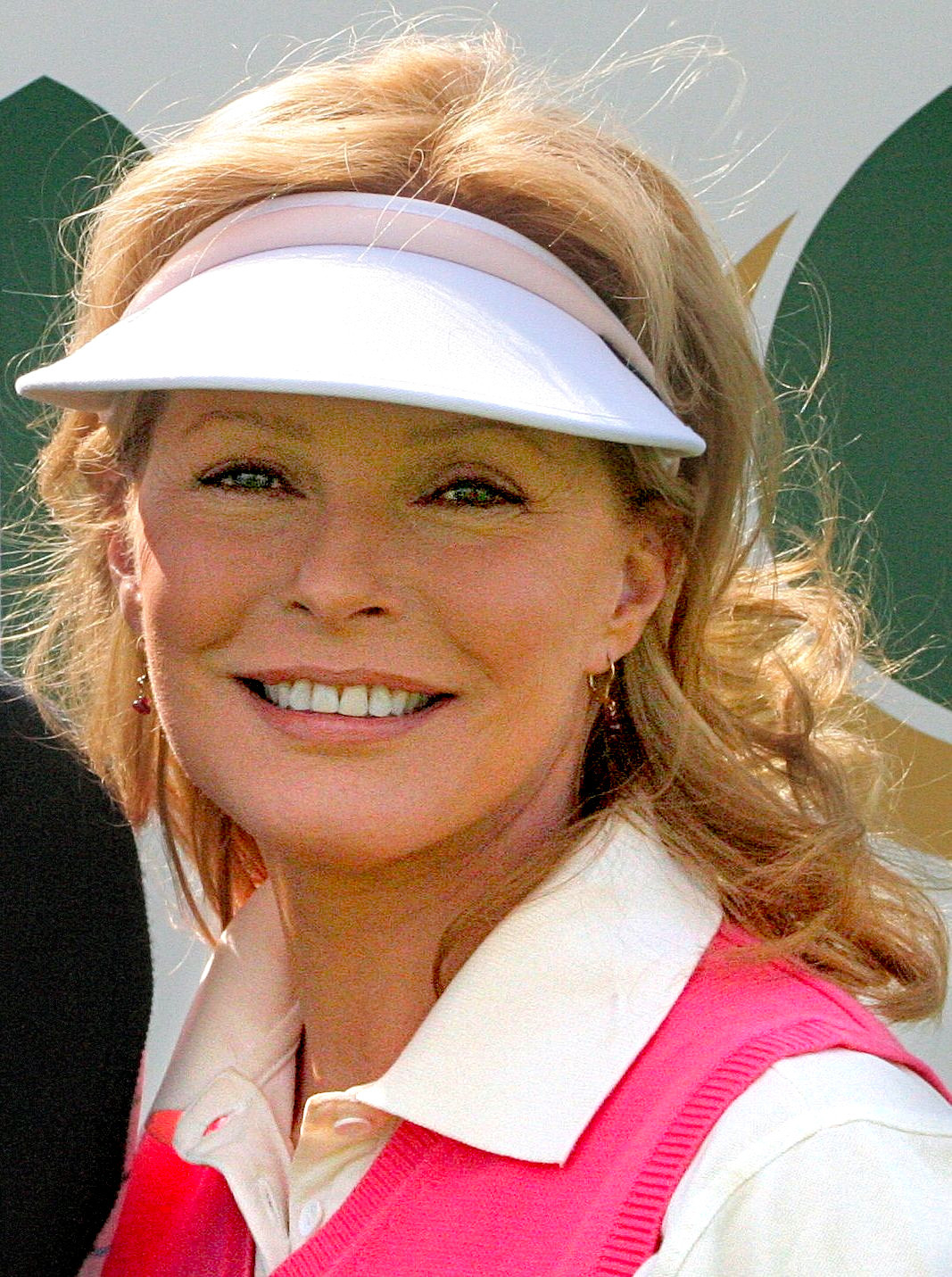
Cheryl Ladd en 2007.

Cheryl épouse David Ladd (en) en 1973, le fils du célèbre acteur Alan Ladd, dont elle eut une fille : Jordan Ladd (née en 1975). Le couple annonce son divorce en 1980 après 7 ans de vie commune.
Cheryl garda le nom de Ladd après son divorce. Elle est ensuite mariée à Brian Russell et elle a pour belle-fille, Lindsay Russell.

## Filmographie

### Cinéma
- 1971 : Chrome and Hot Leather (en) : Kathy
- 1975 : The Treasure of Jamaica Reef : Zappy
- 1983 : Now and Forever : Jessie Clarke
- 1984 : Au cœur de l'enfer (Purple Hearts) : Deborah Solomon
- 1989 : Millennium (Millennium) : Louise Baltimore
- 1990 : Meurtres sur répondeur (Lisa) : Katherine
- 1992 : Fleur de poison (Poison Ivy) : Georgie Cooper
- 1998 : Permanent Midnight (Permanent Midnight) : Pamela Verlaine
- 1999 : Nello et le chien des Flandres (A Dog of Flanders) : Anna
- 2008 : Baggage : Sarah Murphy
- 2012 : Les Chiots Noël, la relève est arrivée (Santa Paws 2 : The Santa Pups) : Mère Noël
- 2014 : The Perfect Wave : Mme McCormack
- 2017 : Rivales (Unforgetable) de Denise Di Novi : Helen Manning
- 2022 : A Cowgirl's Song de Timothy Armstrong : Erin Mays

### Télévision

#### Séries télévisées
- 1970 : Josie and the Pussycats (16 épisodes) : Melody Valentine (voix)
- 1972 : The Ken Berry 'Wow' Show
- 1972 : Alexandre Bis (mini-série - saison 1, épisode 3) : Nelly
- 1972 : The Rookies (saison 1, épisode 9) : une fille
- 1973 : L'Homme de Fer (saison 6, épisode 23) : Gwen
- 1972-1973 : Search (saison 1, épisodes 10, 12 & 22) : Amy
- 1973 : The Partridge Family (saison 4, épisode 6) : Joanna
- 1974 : Les Rues de San Francisco (saison 2, épisode 17) : Susan Ellen Morley
- 1973 : Harry O: Such Dust As Dreams Are Made On (1 épisode) : adolescente
- 1974 : Happy Days (saison 2, épisode 7) : Cindy Shea
- 1975 : Switch (saison 1, épisode 11) : Jill Lauimer
- 1977-1981 : Drôles de dames (87 épisodes) : Kris Munroe
- 1977 : Sergent Anderson (saison 3, épisode 21) : Kate
- 1977 : Code R (saison 1, épisode 12) : Ruth Roberts
- 1977 : Police Story (saison 4, épisode 22) : Buffy
- 1977 : The Fantastic Journey (saison 1, épisode 10) : Natica
- 1977 : The San Pedro Beach Bums (saison 1, épisode 1) : Kris Munroe
- 1979 : Carol Burnett & Company (1 épisode)
- 1986 : Le Triomphe de la Passion (mini-série) : Liane DeVilliers
- 1994-1996 : Waikiki Ouest (20 épisodes) : Dawn 'Holli' Holliday M.E.
- 1997 : A la une (saison 1, épisode 8) : Mercedes
- 1999 : Jesse (saison 1, épisode 15) : Mary Anne Myers
- 1999-2000 : Un toit pour trois (saison 3, épisodes 8 & 23) : La mère de Berg
- 2003 : Charmed (saison 5, épisode 15) : Doris Bennett
- 2004 : The Yesterday Show with John Kerwin (1 épisode)
- 2004 : La Star de la famille (saison 2, épisode 10) : Mary Jo Johnson Fairfield
- 2003-2006 : Las Vegas (18 épisodes) : Jillian Deline
- 2007 : Les Experts : Miami (saison 8, épisode 3) : Amanda Collins
- 2011 : NCIS : Enquêtes spéciales (saison 9, épisode 6) : Thirst (victimes de la soif)
- 2011 : Chuck (Saison 5, épisode 8) : Emma Walker
- 2014 : Anger Management (saison 2, épisode 88) : Joanne
- 2015 : Ray Donovan (saison 1, épisode 4) : Tina Harvey
- 2015 : Garage Sale Mysteries (saison 1, épisode 4) : Helen Whitney Carter
- 2016 : American Crime Story (saison 1, épisodes 1, 2, 4 & 9) : Linell Shapiro
- 2017 : Ballers (saison 3, épisode 2) : Mayor of Las Vegas
- 2018 : Malibu Dan the Family Man (saison 1, épisodes 22 & 23) : Pamela Marshall

#### Téléfilms
- 1973 : Satan's School for Girls : Jody Keller
- 1978 : The Sentry Collection Presents Ben Vereen: His Roots
- 1979 : When She Was Bad... : Betina 'Teeny' Morgan
- 1980 : Guyana Tragedy: The Story of Jim Jones
- 1983 : The Hasty Heart : Margaret
- 1983 : Coup de Grisou (Kentucky Woman) : Maggie Telford
- 1983 : Grace Kelly : Grace Kelly
- 1985 : Coup de foudre dans l'Orient-Express (Romance on the Orient Express) : Lily Parker
- 1985 : Mort en Californie (A Death in California) : Hope Masters
- 1987 : Prise au piège (Deadly Care) : Anne Halloran
- 1988 : La Guerre des Haras (Bluegrass) : Maude Sage Breen
- 1989 : Si Dieu le veut (The Fulfillment of Mary Gray) : Mary Gray
- 1990 : Dr Jekyll et Mr. Hyde : Sara Crawford
- 1990 : The Girl Who Came Between Them : Laura
- 1990 : Descente vers l'enfer (Crash: The Mystery of Flight 1501) : Diane Halstead
- 1991 : Détour vers le bonheur (Changes) (TV) : Melanie Adams
- 1991 : L'Amour avant tout (Locked Up: A Mother's Rage) : Annie Gallagher
- 1993 : Un Singulier divorce (Dead Before Dawn) : Linda
- 1993 : Broken Promises: Taking Emily Back : Pam Cheney
- 1994 : Dancing with Danger : Mary Dannon
- 1996 : Pour le meilleur et pour le pire (Kiss and Tell) : Jean McAvoy
- 1996 : Le Regard d'un ange (The Haunting of Lisa): Ellen Downey
- 1996 : Double séduction (Vows of Deception) (aussi nommé "A Tangled Web") : Lucinda / Lucy Ann Michaels (inspiré d'une histoire vraie).
- 1998 : Piège sur Internet (Every Mother's Worst Fear) : Connie Hoagland
- 1998 : De parfaits petits anges (Perfect Little Angels) : Elaine Freedman
- 1999 : Un père trop célèbre (Michael Landon, the Father I Knew) : Lynn Noe Landon
- 2002 : Les Raisons du cœur (Her Best Friend's Husband) : Jane Thornton
- 2004 : L'Étoile de Noël  (Eve's Christmas) : Diane Simon
- 2006 : Toute une vie à aimer (Though None Go with Me) : Elizabeth Bishop
- 2008 : Tout pour ma famille (Baggage) : Sarah Murphy
- 2011 : Du courage et du cœur (Love's Everlasting Courage) : Irene
- 2017 : Un Noël de conte de fées (Royal New Year's Eve) : Abigail Miller
- 2019 : Dernière escale avant Noël (Grounded for Christmas) : Susan
- 2020 : Coup de foudre pour l'apprenti du Père Noël (Christmas Unwrapped) de Bosede Williams : Janet Cohen

## Discographie
Albums :
- Cheryl Ladd (1978) ;
- Dance Forever (1979) ;
- Take a Chance (1981) ;
- Best of (1981) Japon ;
- You Make it Beautiful (1982), 4 titres japonais ;
- Best Of No 2 (1982) Japon ;

+ quelques 45 tours.
Cheryl Ladd a aussi enregistré plusieurs émissions pour la télévision américaine. Après son passage à Broadway pour Annie get your gun, elle est revenue sur scène en 2005 pour une œuvre de bienfaisance et a interprété Diamonds are Girl Best Friends en duo avec Amy Pietz.

## Voix françaises
| - Céline Monsarrat dans : - Drôles de dames (série télévisée) (2nde voix) - Permanent Midnight - Les Chiots Noël, la relève est arrivée - Waikiki Ouest (série télévisée) - Las Vegas (série télévisée) - American Crime Story (série télévisée) - De parfaits petits anges (téléfilm) - Un père trop célèbre (téléfilm) - Toute une vie à aimer (téléfilm) | - Frédérique Tirmont dans Au cœur de l'enfer - Françoise Rigal dans La Guerre des haras (téléfilm) - Sylviane Margollé dans Drôles de dames (série télévisée) (1ere voix) |